# Kafumba Konneh
Sheikh Kafumba F. Konneh (* 20. Jahrhundert; † 20. Juli 2015 in Monrovia) war ein liberianischer Repräsentant des Islam und Vertreter der muslimischen Minderheit seines Landes. Er war Leiter des National Muslim Council of Liberia und vertrat in Monrovia die etwa 670.000 Muslime. Kafumba Konneh war auch ein Gründungsmitglied der Truth and Reconciliation Commission (TRC) zur Aufarbeitung der Bürgerkriegsgeschehnisse in Liberia.

## Leben
Kafumba Konneh wurde im Nimba County geboren. Nach der Koranschule absolvierte er eine Ausbildung zum Geistlichen und islamischen Rechtsgelehrten, studierte danach Verwaltungsrecht und arbeitete in seiner Heimat, dem Nimba County, in der öffentlichen Verwaltung als Landrat und als Friedensrichter.
Während der Bürgerkriege seit 1980 und in der Zeit des Staatszerfalls unter den Regierungen der Präsidenten Samuel K. Doe und Charles Taylor kämpfte Konneh um die Respektierung der religiösen und politischen Rechte der Muslime; er wurde zum Generalsekretär und Managing Director des Liberian Muslim Union gewählt und war Vorsitzender des National Muslim Council of Liberia.
Als Teil einer Gruppe von religiösen Führern verschiedener Glaubensrichtungen war Konneh an der Gründung des Interreligiösen Vermittlungsausschusses zu Beginn des liberianischen Bürgerkriegs im Jahr 1990 beteiligt. Die Bemühungen dieser Gruppe führten zur militärischen Intervention der Economic Community of West African States (ECOWAS) und zur Schaffung einer nach Liberia entsandten Beobachtergruppe, der sogenannten Monitoring Group ECOMOG. Konneh wurde durch diese Aktivitäten zur Zielscheibe der Bürgerkriegsbeteiligten.
Nach seiner Wahl zum liberianischen Präsidenten versuchte Charles Taylor den National Muslim Council of Liberia zu spalten, indem er einen Gegenkandidaten –Alhaji Jakiray Taylor aufbaute und unterstützte. Dieser wurde zum Präsidenten der Organisation gewählt, starb jedoch nach kurzer Amtszeit überraschend. Als Folge dieser Auseinandersetzungen bildeten sich im National Muslim Council of Liberia zwei verfeindete Lager: die Anhänger Kafumba Konnehs auf der einen Seite und die Gruppe der einstigen Taylor-Anhänger um Alhaji Kromah.
Nach dem Ende des Bürgerkrieges wurde die Macht Charles Taylors gebrochen und die Bürgerkriegsparteien und die anderen in Liberia vertretenen Autoritäten vereinbarten eine politische und juristische Aufarbeitung, um einen Neuanfang zu ermöglichen. Konneh war als leitender Repräsentant der liberianischen Muslime Teilnehmer an der Truth and Reconciliation Commission. Seine dortige Mitarbeit wurde im November 2006 von Alhaji Kromah in Frage gestellt, da Konneh in mehreren zuvor erschienenen Artikeln in The Muslim World League Journal radikale muslimische und den Zielen der Kommission widersprechende Positionen formuliert hatte. Er wurde deshalb vom Vorsitzenden der TRC aufgefordert, diese Anschuldigungen zu widerlegen.
Kafumba Konneh gelang in der Folge die Anerkennung als Hauptrepräsentant der liberianischen Muslime nicht mehr. Im Juli 2010 wurden neue Anschuldigungen wegen Korruption, Amtsmissbrauch und Wahlbetrug gegen ihn erhoben. Das UNMIL-Kommando in Sinkor wurde aufgefordert, eine Untersuchungskommission bei der Präsidentin Ellen Johnson Sirleaf anzufordern.